# Albuginosus
Albuginosus is een muggengeslacht uit de familie van de steekmuggen (Culicidae).

## Soorten
- A. capensis (Edwards, 1924)
- A. gilliesi (van Someren, 1962)
- A. haworthi (Edwards, 1923)
- A. kapretwae (Edwards, 1941)
- A. kennethi (Muspratt, 1956)
- A. marshallii (Theobald, 1901)
- A. ngong (van Someren, 1950)
- A. stokesi (Evans, 1929)
- A. teesdalei (van Someren, 1954)